# Forțele de Apărare a Teritoriului (Iugoslavia)

Emblema Forțelor de Apărare a Teritoriului

Forțele de Apărare a Teritoriului (TO)[a] au fost o parte separată a forțelor armate ale fostei Republici Socialiste Federative Iugoslavia. Forțele de Apărare au acționat ca Gărzi Patriotice, corespunzând în mare ca rol unei forțe militare de rezervă sau unor forțe paramilitare guvernamentale oficiale. Fiecare stat constitutent al Iugoslaviei deținea propriile formațiuni militare de Apărare a Teritoriului, în vreme ce armata regulată a întregii federații era Armata Populară Iugoslavă (Jugoslovenska Narodna Armija - JNA), care își menținea și ea propriile forțe de rezervă.

## Fundal
Iugoslavia era un stat socialist, dar nu făcea parte din Blocul răsăritean. În 1948, ca urmare a rupturii dintre Tito și Stalin, Iugoslavia a întrerupt relațiile cu Uniunea Sovietică și aliații ei, iar în timpul Războiului Rece a devenit unul din membrii de frunte ai Mișcării de Nealiniere. După invazia sovietică din Cehoslovacia, în 1968, conducerea iugoslavă a început să se teamă de un eventual atac din partea URSS. Invazia Cehoslovaciei a demonstrat că forțele armate convenționale ale unei țări mici nu pot respinge un atac prin surprindere din partea unui agresor superior din punct de vedere calitativ și cantitativ. Poziționată strategic între două mari blocuri politico-militare, NATO și Pactul de la Varșovia, Iugoslavia a fost nevoită să-și dezvolte propria doctrină militară pentru un eventual Al Treilea Război Mondial.

## Doctrină
Prin promulgarea Legii Apărării Naționale din 1969, Iugoslavia a adoptat o doctrină militară a războiului total, numită Apărarea Națională Totală sau Apărarea Populară Totală (ONO)[b]. Doctrina era inspirată de Războiul de eliberare națională a Iugoslaviei împotriva ocupanților fasciști și a colaboratorilor lor din Al Doilea Război Mondial, și avea ca scop să-i permită Iugoslaviei să-și mențină sau eventual să-și restabilească starea de independență și poziția de nealiniere în eventualitatea unei invazii străine. Conform doctrinei, orice cetățean care rezistă unui agresor este membru al forțelor armate, deci întreaga populație ar putea fi transformată într-o rezistență armată monolitică.
Începând cu educația din școala elementară, continuând cu cea din licee, universități, organizații și companii, autoritățile pregăteau întreaga populație să se opună unei eventuale ocupări a țării și, în final, să o elibereze. În acest scop, s-a decis formarea Forțelor de Apărare a Teritoriului (TO) care să mobilizeze populația în cazul unei agresiuni. Continua pregătire de luptă a TO avea drept scop eliminarea etapelor de organizare și antrenament după începerea ostilităților. Forțele TO erau destinate să întărească trupele regulate ale Armatei Populare Iugoslave, oferindu-le atât o mai mare profunzime defensivă, cât și o populație înarmată pregătită să sprijine acțiunile de luptă. Numărul mare de civili înarmați ar fi dus la sporirea pierderilor într-o invazie a unui potențial agresor.
Cel mai probabil scenariu din doctrina ONO era un război general între NATO și Pactul de la Varșovia. Într-un asemenea caz, Iugoslavia trebuia să rămână o țară nealiniată și să nu accepte pe teritoriul său trupe străine aparținând niciuneia dintre alianțe. Doctrina recunoștea posibilitatea ca una din părți să încerce să cucerească teritoriul iugoslav ca bază pentru viitoare atacuri, pentru a-și asigura liniile de comunicații sau pur și simplu pentru a-și impiedica inamicul să ocupe acest teritoriu. O astfel de acțiune ar fi fost considerată agresiune și i s-ar fi rezistat. Indiferent de ideologia sa, ocupantul ar fi fost considerat inamicul Iugoslaviei.

## Forțele de Apărare a Teritoriului
Forțele de Apărare a Teritoriului au fost înființate în 1969, ca parte integrantă a doctrinei iugoslave a Apărării Naționale Totale. Forțele TO erau alcătuite din civili bărbați și femei apți de luptă. Între 1 și 3 milioane de iugoslavi cu vârsta cuprinsă între 15 și 65 de ani puteau lupta pe vreme de război în structurile TO ca forțe neregulate sau de gherilă. Pe vreme de pace, însă, în jur de 860.000 de trupe TO beneficiau de pregătire militară și erau implicate în alte activități de acest gen.
Conceptul Forțelor de Apărare a Teritoriului se baza pe unități mici de infanterie ușoară care să execute acțiuni defensive pe terenul local familiar lor. Peste 2000 de comune, fabrici și alte întreprinderi și-au organizat astfel de unități, care aveau scopul să lupte în zonele lor de baștină, menținând producția de apărare locală esențială pentru efortul general de război. Trupele TO mai includeau și unități mai mari și mai bine echipate, cu responsabilități operaționale mai extinse. Batalioanele și regimentele TO operau în zonele de responsabilitate cu artilerie, armament antiaerian și un număr limitat de blindate. Folosindu-se de mobilitatea și inițiativa lor tactică, aceste unități aveau ca țintă atenuarea presiunii coloanelor blindate și a loviturilor aeriene ale inamicului prin împrăștierea lor asupra unor grupuri TO reduse ca număr. În zonele de coastă, unitățile TO aveau și misiuni navale. Ele operau îmbarcate pe canoniere, în sprijinul operațiunilor marinei militare. Unitățile TO erau destinate să apere unele zone costale strategice și facilități navale împotriva debarcărilor amfibii și a raidurilor inamice. De asemenea, Forțele de Apărare a Teritoriului dispuneau de scafandri antrenați pentru misiuni de sabotaj și alte operațiuni speciale.
Forțele de Apărare a Teritoriului erau ajutate de faptul că majoritatea cetățenilor-soldați din alcătuirea lor fuseseră la un moment dat recruți ai Armatei Populare Iugoslave care își satisfăcuseră stagiul militar obligatoriu. Dar recrutarea TO era oarecum limitată de dorința JNA de a include în propria rezervă militară cât mai mulți recruți posibil. Celorlalte surse de recrutare a personalului TO le lipsea pregătirea militară rezultată în urma stagiului militar și necesitau o instrucție de bază considerabilă.
Structura Forțelor de Apărare a Teritoriului era foarte descentralizată și independentă. Unitățile TO erau înființate și organizate de guvernele fiecăreia dintre republicile constitutive ale R.S.F. Iugoslavia: R.S. Bosnia și Herțegovina, R.S. Croația, R.S. Macedonia, R.S. Muntenegru, R.S. Serbia și R.S. Slovenia, precum și în fiecare din provinciile autonome Voivodina și Kosovo.

## Dizolvare
Posibilitatea ca fiecare constituent al federației iugoslave să aibă propriile formațiuni armate a condus la îngrijorarea că, în eventualitatea unor încercări de secesiune, aceste „armate” separate ar putea ajunge să se opună Armatei Populare Iugoslave. Aceste preocupări au devenit realitate în timpul destrămării Iugoslaviei și al Războaielor iugoslave, când forțele TO din unele republici constituente au schimbat tabăra și s-au transformat în unități paramilitare separatiste. Aceste foste forțe TO, împreună cu dezertori din Armata Populară Iugoslavă și voluntari, au contribuit la fondarea armatelor statelor independente și celorlalte entități politice înființate după destrămarea Iugoslaviei, incluzând armatele Bosniei și Herțegovinei, Croației, Macedoniei, Muntenegrului, Serbiei și Sloveniei.

## Formațiuni similare
- Gărzile Patriotice
- Gărzile Roșii
- Garda Națională a Statelor Unite